# Liste der Länderspiele der rumänischen Futsalnationalmannschaft der Frauen
Die nachfolgende Liste enthält alle Länderspiele der rumänischen Futsalnationalmannschaft der Frauen, die der Fußballverband von Rumänien, die Federația Română de Fotbal (FRF), im Jahr 2018 gegründet hat. Futsal ist die einzige von der FIFA anerkannte Variante des Hallenfußballs. Bisher wurden fünf Länderspiele ausgetragen.

## Länderspielübersicht
Legende
- Erg. = Ergebnis
- n. V. = nach Verlängerung
- i. S. = im Sechsmeterschießen
- abg. = Spielabbruch
- H = Heimspiel
- A = Auswärtsspiel
- * = Spiel auf neutralem Platz
- Hintergrundfarbe grün = Sieg
- Hintergrundfarbe gelb = Unentschieden
- Hintergrundfarbe rot = Niederlage

| Nr.                       | Datum      | Erg. | Gegner          |   | Austragungsort                           | Anlass                                  | Bemerkungen |
| ------------------------- | ---------- | ---- | --------------- | - | ---------------------------------------- | --------------------------------------- | --- |
| 1                         | 15.08.2018 | 5:5  | Republik Moldau | A | Chișinău (MDA), Complexul Sportiv Alexia | Freundschaftsspiel                      | Erstes Auswärtsspiel Erstes Unentschieden Erstes Auswärtsunentschieden Höchstes Unentschieden Höchstes Auswärtsunentschieden Erstes Länderspiel gegen die Republik Moldau |
| 2                         | 16.08.2018 | 3:2  | Republik Moldau | A | Chișinău (MDA), Complexul Sportiv Alexia | Freundschaftsspiel                      | Erster Sieg Erster Auswärtssieg Höchster Sieg Höchster Auswärtssieg |
| 3                         | 12.09.2018 | 1:12 | Spanien         | A | Leganés (ESP), Pabellón Municipal Europa | Europameisterschaft 2019- Qualifikation | Erste Niederlage Erste Auswärtsniederlage Höchste Niederlage Höchste Auswärtsniederlage Erstes Länderspiel gegen Spanien                                                  |
| 4                         | 13.09.2018 | 2:8  | Italien         | * | Leganés (ESP), Pabellón Municipal Europa | Europameisterschaft 2019- Qualifikation | Erstes Spiel auf neutralem Platz Erste Niederlage auf neutralem Platz Höchste Niederlage auf neutralem Platz Erstes Länderspiel gegen Italien                             |
| 5                         | 15.09.2018 | 2:4  | Polen           | * | Leganés (ESP), Pabellón Municipal Europa | Europameisterschaft 2019- Qualifikation | Erstes Länderspiel gegen Polen |
| Stand: 15. September 2018 |            |      |                 |   |                                          |                                         | |

## Statistik
In der Statistik werden nur die offiziellen Länderspiele berücksichtigt.
Legende
- Sp. = Spiele
- Sg. = Siege
- Uts. = Unentschieden
- Ndl. = Niederlagen
- Hintergrundfarbe grün = positive Bilanz
- Hintergrundfarbe gelb = ausgeglichene Bilanz
- Hintergrundfarbe rot = negative Bilanz

### Gegner
| Land            | Kontinentalverband | Sp. | Sg. | Uts. | Ndl. | Torverhältnis |
| --------------- | ------------------ | --- | --- | ---- | ---- | ------------- |
| Italien         | UEFA               | 1   | 0   | 0    | 1    | 2:8           |
| Polen           | UEFA               | 1   | 0   | 0    | 1    | 2:4           |
| Republik Moldau | UEFA               | 2   | 1   | 1    | 0    | 8:7           |
| Spanien         | UEFA               | 1   | 0   | 0    | 1    | 01:12         |
| Gesamt          | Gesamt             | 5   | 1   | 1    | 3    | 13:31         |

### Kontinentalverbände
| Kontinentalverband                 | Sp. | Sg. | Uts. | Ndl. | Torverhältnis |
| ---------------------------------- | --- | --- | ---- | ---- | ------------- |
| AFC (Asien)                        | 0   | 0   | 0    | 0    | 0:0           |
| CAF (Afrika)                       | 0   | 0   | 0    | 0    | 0:0           |
| CONCACAF (Nord- und Mittelamerika) | 0   | 0   | 0    | 0    | 0:0           |
| CONMEBOL (Südamerika)              | 0   | 0   | 0    | 0    | 0:0           |
| OFC (Ozeanien)                     | 0   | 0   | 0    | 0    | 0:0           |
| UEFA (Europa)                      | 5   | 1   | 1    | 3    | 13:31         |
| Gesamt                             | 5   | 1   | 1    | 3    | 13:31         |

### Anlässe
| Anlass                                   | Sp. | Sg. | Uts. | Ndl. | Torverhältnis |
| ---------------------------------------- | --- | --- | ---- | ---- | ------------- |
| Europameisterschaft-Qualifikationsspiele | 3   | 0   | 0    | 3    | 05:24         |
| Freundschaftsspiele                      | 2   | 1   | 1    | 0    | 8:7           |
| Gesamt                                   | 5   | 1   | 1    | 3    | 13:31         |

### Spielarten
| Spielart                       | Sp. | Sg. | Uts. | Ndl. | Torverhältnis |
| ------------------------------ | --- | --- | ---- | ---- | ------------- |
| Heimspiele (H)                 | 0   | 0   | 0    | 0    | 0:0           |
| Spiele auf neutralem Platz (*) | 2   | 0   | 0    | 2    | 04:12         |
| Auswärtsspiele (A)             | 3   | 1   | 1    | 1    | 09:19         |
| Gesamt                         | 5   | 1   | 1    | 3    | 13:31         |

### Austragungsorte
| Austragungsort | Land            | Sp. | Sg. | Uts. | Ndl. | Torverhältnis |
| -------------- | --------------- | --- | --- | ---- | ---- | ------------- |
| Chișinău       | Republik Moldau | 2   | 1   | 1    | 0    | 8:7           |
| Leganés        | Spanien         | 3   | 0   | 0    | 3    | 05:24         |
| Gesamt         | Gesamt          | 5   | 1   | 1    | 3    | 13:31         |

### Spielergebnisse
|      | Gegentore | Gegentore | Gegentore | Gegentore | Gegentore | Gegentore | Gegentore | Gegentore | Gegentore | Gegentore | Gegentore | Gegentore | Gegentore |
| Tore | 0         | 1         | 2         | 3         | 4         | 5         | 6         | 7         | 8         | 9         | 10        | 11        | 12        |
| ---- | --------- | --------- | --------- | --------- | --------- | --------- | --------- | --------- | --------- | --------- | --------- | --------- | --------- |
| 0    | -         | -         | -         | -         | -         | -         | -         | -         | -         | -         | -         | -         | -         |
| 1    | -         | -         | -         | -         | -         | -         | -         | -         | -         | -         | -         | -         | 1         |
| 2    | -         | -         | -         | -         | 1         | -         | -         | -         | 1         | -         | -         | -         | -         |
| 3    | -         | -         | 1         | -         | -         | -         | -         | -         | -         | -         | -         | -         | -         |
| 4    | -         | -         | -         | -         | -         | -         | -         | -         | -         | -         | -         | -         | -         |
| 5    | -         | -         | -         | -         | -         | 1         | -         | -         | -         | -         | -         | -         | -         |